# خالد العوضي
خالد العوضي (مواليد 13 سبتمبر 1964) هو مبارز كويتي سابق. تنافس في منافسات الشيش الفردية والجماعية في الألعاب الأولمبية الصيفية 1980 و1984 و1988.